# Jean-Georges Lefranc de Pompignan
Jean-Georges Lefranc de Pompignan, nacido el 22 de febrero de 1715 en Montauban y fallecido el 29 de diciembre de 1790 en París, en la paroisse de Saint-Sulpice, es un prelado y apologista francés.

## Biografía
Hermano del poeta Jean-Jacques Lefranc de Pompignan, alumno de los jesuitas en el Louis-Le-Grand luego en la Saint -Sulpice seminario  de París, se convirtió en doctor y luego director de la Sorbona. Archidiácono de Montauban, fue nombrado a los 28 años obispo de Puy en 1743, fue confirmado el 15 de julio y consagrado en agosto por Michel de Verthamon de Chavagnac, el obispo de Montauban. Fue dotado en commende en 1747 con la Abadía de Saint-Chaffre
Se convirtió en arzobispo de Vienne desde el 27 de septiembre de 1774, con motivo de la cual el rey unió la  Abadía de Saint-Chaffre a su mense episcopal, hasta 1789.
Durante su episcopado, tuvo problemas con los Filósofos, en particular con Voltaire. Así publicó una carta en contra de la edición proyectada de las obras de este escritor. En su “Carta pastoral”, también critica las tesis de Jean-Jacques Rousseau. Este último, en una carta a su editor Marc-Michel Rey subraya que “El único hombre que me atacó y que pareció escucharme es M. l’évêque du Puy”.
En 1747, había pronunciado la oración fúnebre de la Delfina y, en 1768, la de la reina Marie Leczinska. Se le menciona por su nombre en Les Enfans<! --ortografía del período--> de Sodoma a la Asamblea de 1790.
Miembro del clero en los Estados Generales de 1789, Jean-Georges se unió al Tercer Estado y fue presidente de la Asamblea Nacional de Versalles del 4 de julio al 19 de julio de 1789. Fue llamado, el 4 de agosto de 1789, por Luis XVI en su consejo, como Ministro del Papel, renunció a su sede episcopal en diciembre de 1789 y recibió la Abadía de Buzay. Murió el 29 de diciembre de 1790.